# Leon Petrażycki
Leon Petrażycki né en avril 1867 et mort le 15 mai 1931, est un juriste formé au droit romain, philosophe, psychologue, sociologue et théoricien du droit. 
Considéré comme le fondateur de la théorie psychologique du droit, il accorde une place centrale aux expériences éthiques vécues par les individus. Précurseur de la sociologie du droit, il a proposé une explication de l’émergence du droit au sein des sociétés. Sa théorie repose sur une conception opposée à celle du normativisme de Hans Kelsen, tout en restant distincte de celle de « droit vivant » d’Eugen Ehrlich. La méthode de Petrażycki n’est pas seulement psychologique et sociologique, elle est aussi épistémologique, phénoménologique, anthropologique et comparative. 
Il publiera une œuvre majeure : La théorie du droit et de l’État en lien avec la théorie de la morale (2 éd., 1909-1910). Il est reconnu à l’origine de plusieurs courants et notions  : théorie des émotions, droit intuitif, pluralisme juridique, politique juridique, analyse économique du droit. 
Parallèlement à son travail de recherche, Petrażycki s’est engagé par des prises de position dans la presse pour le féminisme et contre l’antisémitisme, et dans l’action politique, en tant que membre élu de la première Douma en 1906. 
Après sa mort, ses élèves ont cherché à diffuser sa pensée. De son vivant, ses écrits ont été publiés en langue russe, polonaise et allemande. Son œuvre connaît aujourd’hui un regain d’intérêt et une réputation internationale. 

## Biographie

### Enfance et éducation
Leon Adam von Petrażycki est né en avril 1867, près de Vitbesk, à la frontière orientale de l’ancienne Pologne, ayant été annexée par la Russie en 1772. Il existe des débats sur la date exacte (13, 25 ou 29) et le lieu précis (manoir de Kołłątajewo ou domaine de Hory) ; selon son petit-neveu, il est né le 29 avril 1867 dans le domaine de Hory. 
Leon Petrażycki est le quatrième enfant d’une famille d’origine noble. Son père (Josez) décède avant sa naissance, après avoir été emprisonné par le régime tsariste pour avoir aidé les rebelles polonais lors des insurrections de 1863-1864 ; les propriétés familiales de la famille sont alors confisquées. Sa mère (Rosalia Czarnorcka) se rend avec ses enfants à sa maison familiale de Ledniewicze, puis avec ses enfants aînés (Michalina, Seweryn, Jadwiga) à Varsovie. 
Le jeune Leon reste à Ledniewicze, ayant une enfance solitaire, élevé par sa grand-mère et ses tantes. Il est scolarisé à l’école primaire et poursuit des études secondaires à Vitbesk. Il manifeste un goût précoce pour l’étude des langues, y compris pour la lecture d’ouvrages en langue française. 

### Parcours universitaire et académique
Leon Petrażycki étudie à l’Université de Kiev/Kyïv la médecine en 1885, puis après deux années, le droit romain et le droit civil (1887-1890). Dès 1888, il se distingue pour publier une traduction en russe des Pandekten, [Système du droit civil romain] ouvragé rédigé en allemand par Julius Baron. Il obtient ensuite une bourse accordée par le gouvernement du tsar, liée à un statut « d’aspirant au professorat » à l’Université de Saint-Pétersbourg. Au cours de cette période (1891-1896), il part étudier à Berlin sous la direction du professeur Heinrich Dernburg. Il suit des cours dans plusieurs universités européennes (Heidelberg, Paris). De retour à Kyïv, il soutient son mémoire de fin d’étude en droit romain (1896), et à Saint-Pétersbourg, sa thèse sur la bonne foi en droit privé (1897).  
Nommé en 1901 professeur titulaire de l’Université de Saint-Pétersbourg, Leon Petrażycki succède à Nikolaï Korkunov à la chaire d’Encyclopédie du droit, d’histoire et de philosophie juridique. Il sera élu doyen de la faculté de droit en 1905-1906. En 1908, il est démis temporairement de ses fonctions, jusqu’en 1915, pour avoir signé l’appel de Vyborg. Ses enseignements attirent de nombreux étudiants. Il rencontrera le jeune Georges Gurvitch en 1912/1913, l’encourageant à étudier les doctrines juridiques et politiques, et encadrant son mémoire soutenu en 1917.  
En 1918, Leon Petrażycki quitte à la Russie pour rejoindre la Finlande, puis la Pologne où il s’installe à Varsovie. La première chaire de Sociologie du droit du pays est créée pour lui à la faculté de droit et de sciences politiques de l'université de Varsovie où il enseignera jusqu’en 1925. Il soutient la création d’une chaire d’histoire de la diplomatie au profit de Syzmon Askenazy, ce qui conduit à un conflit avec ses collègues et les institutions académiques polonaises. Il enseigne à l’Université libre polonaise (1922-1924).  

### Engagements politiques et sociaux
Lors de son séjour à Berlin, alors qu’il est encore jeune chercheur, Leon Petrażycki s’implique dans les débats doctrinaux et de politique juridique relatifs à l’adoption du code civil allemand de 1900,.
De retour en Russie (1898), il crée et codirige la revue Pravo (droit). Il rédigera plusieurs tribunes engagées : pour les droits des femmes, pour la défense de tous les êtres vivants, contre les discriminations, contre l’antisémitisme. Il s’impliquera notamment lors de l’affaire Beijis, juif accusé à tort d’avoir commis des meurtres rituels, dont il prend la défense en 1913 au sein du comité dirigé par Maxime Gorki. 
Il participera à la commissions de réforme et du code civil russe (1899-1905). C’est surtout en tant que conseiller juridique de Sergei Witte qu’il contribue à la préparation du décret de 1904 introduisant plusieurs réformes : liberté de la presse, liberté de la religion, système de protection sociale étatique pour les travailleurs, autonomie plus grande pour les régions et les municipalités. 
En 1905, Petrażycki rejoint le parti constitutionnel démocratique dit des cadets (KD). Il est élu en 1906 à la première Douma (chambre basse du Parlement) de l’Empire, qui sera dissoute par le tsar. Signataire, par solidarité avec ses collègues parlementaires, de l’appel de Vyborg appelant à la désobéissance civile, il sera emprisonné trois mois en 1908 et démis de ses fonctions universitaires. 
En 1913, il  refuse de signer une déclaration de loyauté envers le régime, invoquant son respect de l’autorité étatique, sa liberté d’agir publiquement selon sa conscience civique, et son attachement à la liberté académique sans interférences des pouvoirs publics. 
À la suite de la révolution russe de 1917, il est nommé par le gouvernement provisoire au Sénat (ayant des compétences proches d’une Cour suprême russe), mais décide de quitter le pays pour rejoindre la Pologne. Il participera en Pologne au Comité de codification du droit. 

### Reconnaissance internationale et dernières années
Malgré une reconnaissance internationale (en 1922 lors du congrès des juristes et économistes ; élu en 1925 vice-président de l’Institut international de sociologie ; en 1928, membre de l’Académie internationale de droit comparé ; en 1931, professeur honoris causa de l’Université de Wilno (Vilnius)), le 15 mai 1931 à Varsovie, Leon Petrażycki se suicide. 
Une crise de créativité intellectuelle, la campagne de persécution menée à son encontre par les forces nationalistes anti-démocratiques en Pologne et son désarroi face à l’inhumanité grandissante du vingtième siècle sont les principales hypothèses de son acte. 

## Apports

### Principe de théorie adéquate et classe-concept
Tout au long de sa carrière, Petrażycki a cherché à établir, comme philosophe et logicien, et dans le prolongement de Husserl, les fondements logiques du savoir scientifique. 
Petrażycki est à l’origine de la redécouverte du principe de théorie adéquate. Une théorie est adéquate lorsque ses affirmations (prédicats) sont exactes pour une classe-concept et une seule. Il s’agit d’écarter des théories inadéquates reposant sur une classe-concept trop étroite (dite boiteuse) ou trop large (dite sautillante), ou les deux à la fois. 
Selon Petrażycki, les propositions scientifiques concernent des phénomènes qui partagent une ou plusieurs caractéristiques communes. Elles portent sur des classes qui sont autant de concepts (classe-concept). Le principe de théorie adéquate peut alors être compris comme un standard méthodologique établissant comment les théories doivent être construites et comme une manière de simplifier le système des connaissances scientifiques .

### Conception épistémologique
Petrażycki adopte une approche scientifique reposant sur l’unité des connaissances. Les disciplines scientifiques se présentent comme des chapitres ou des sections d’une science unique. Son projet, dont la proximité avec celui d’Auguste Comte a pu être relevé, vise à établir une science des phénomènes sociaux, en particulier une science juridique à la fois empirique et causale du droit.
La position de Petrażycki a pu être jugée positiviste sur le plan philosophique (par son matérialisme et son empirisme) et anti-positiviste sur le plan juridique (par le refus de réduire le droit à celui étatique en vigueur). 

### Classification des sciences
Dans une première période, Petrażycki distingue le groupe des sciences théoriques (objectives-théoriques) dont les propositions peuvent être vraies ou fausses de celui des sciences pratiques (subjectives-relationnelles) qui sont soumises seulement à des évaluations de vraisemblance. Sa classification des sciences ne repose pas sur les objets, mais sur les jugements concernant les objets. Elle sera raffinée, dans une deuxième période, en substituant les « positions », qui peuvent être formulées dans des propositions, mais aussi dans d’autres formes linguistiques. 
Petrażycki propose une classification des sciences juridiques. Parmi les sciences pratiques, il compte la dogmatique juridique dont il reconnaît l’importance et la politique juridique qu’il considère comme une science à part entière. Parmi les sciences juridiques théoriques, il distingue les sciences descriptives qui relèvent respectivement du passé (histoire du droit), du présent (science comparative), et du futur (prédictions), et la science des phénomènes juridiques, ou théorie du droit. 

### Théorie psychologique des émotions
La théorie de Petrażycki repose sur une classification psychologique des expériences vécues. A côté des expériences passives (sensations, plaisirs-souffrances) et des expériences actives (volonté), il identifie des expériences à la fois passives et actives qu’il dénomme « émotions » ou « impulsions ». Ces émotions peuvent être concrètes (faim, soif) ou abstraites, comme dans le cas des émotions normatives (esthétiques ou éthiques).
Cette théorie des émotions a pu être être considérée comme préfigurant celle de « réflexe conditionné » d’Ivan Pavlof. De manière plus générale, la conception des émotions établie par Petrażycki a anticipé des développements ultérieurs de la psychologie,. 

### Définition du droit et de la morale
Le droit et la morale relèvent d’une même classe, celle des émotions éthiques, qui correspond à l’expérience vécue d’un « devoir de conscience » ou « devoir d’obligation », à une composante impérative. 
Le droit se distingue de la morale en ce que l’obligation est vécue, dans la psyché de l’individu, à l’égard d’une autre entité ayant une prétention. Le droit se caractérise par une expérience impérative ayant ainsi une composante attributive. La définition du droit proposée par Petrażycki est sans doute la plus large en théorie du droit. Elle concerne toutes les expériences impératives-attributives, sans restriction aucune, y compris attribuant des droits aux animaux ou aux choses.
La morale est seulement impérative, sans composante attributive, comme dans l’exemple du commandement  « tu ne tueras point ». La distinction entre la morale et le droit est conceptuelle, la vérification empirique ne pouvant être faite qu’à partir des expériences concrètes des individus.
Cette délimitation du droit (des phénomènes juridiques) a pu recouper les observations des anthropologues. En revanche, elle est aux antipodes des conceptions communes identifiant le droit à partir des normes émanant de l’État ou d’une autorité supérieure.

### Pluralisme juridique et types de droit
Petrażycki est considéré à l’origine du pluralisme juridique, comme porteur d’un pluralisme juridique radical indépendant des concepts du droit. Il a appréhendé le droit dans la diversité de ses formes et ses manifestations. 
Sa conception large des phénomènes juridiques s’ordonne par deux distinctions pouvant s’articuler et se combiner : droit positif et droit intuitif, droit officiel et droit non-officiel.
Le droit positif correspond aux phénomènes reposant, dans la psyché d’un individu, sur un fait normatif quelconque, qu’il soit officiel (loi, règle) ou non (recommandation donnée à un enfant). Le droit intuitif ne repose pas sur un fait normatif et correspond à une intuition non explicitement fondée, un sentiment de justice, d’équité.
Le droit officiel correspond au droit en vigueur selon une autorité publique, en particulier l’État. Il est dénommé « droit positif » par les juristes ce qui a pu générer des confusions. Le droit non-officiel correspond à toutes les manifestations du phénomène juridique ne prenant pas place dans ce cadre dont Petrażycki procède à l’énumération (relations de courtoisie et d’amitié, jeux, pratiques familiales, etc.).
Les écarts entre droit officiel et droit intuitif peuvent produire des tensions sociales, voire des révolutions.

### Fonction d’adaptation sociale du droit
Petrażycki a porté son attention sur la dynamique de création et d’évolution du droit, qui joue un éminent dans notre adaptation sociale, contribuant à la culture et à la civilisation dans son ensemble. 
Le droit, facteur psychique de la vie sociale, opère sur le plan motivationnel et éducatif. Il est un facteur de socialisation plus efficace que la morale. Il contribue à façonner les habitudes socialement désirables pour la vie commune en éliminant celles nuisibles. L’un des arguments majeurs de Petrażycki est, qu’au fil du temps,  la pression du droit dans la psyché des individus décline à mesure que ses effets pédagogiques augmentent. 
Lorsqu’il aborde les interactions coordonnées au sein d’un groupe social (la tendance à l’unification) Petrażycki aborde explicitement deux fonctions sociales au droit : une fonction distributive (répartition et circulation des biens, système économique) et une fonction d’organisation (organisatrice établissant la structure du groupe, système politique). 

### Politique juridique et valeurs
Petrażycki considère la politique juridique comme une science pratique visant à déterminer les moyens les plus appropriés pour parvenir à un objectif. Cela dit, les objectifs et finalités des législateurs peuvent être divers et plus ou moins louables. Petrażycki a énoncé sa préférence pour «  un idéal de l’amour », qui correspond à des valeurs altruistes et humanistes. S’il était atteint, cet idéal rendrait inutile le droit et la morale. Qualifié « d’incorrigible optimiste », Petrażycki a exercé de son temps une influence sur les esprits attirés par un monde meilleur. 
Le rapport de Petrażycki à l’axiologie a pu être jugé ambivalent : d’un côté il ne centre pas son étude sur les valeurs ; de l’autre, il est favorable au développement d’une pensée en terme de politique juridique. L’affirmation des vertus pratiques d’une position visant à déterminer le droit tel qu’il devrait être (de lege ferenda) ne doit pas être comprise comme un soutien « d’un renouveau du droit naturel », même si cela a pu générer des incompréhensions. 

### Conception de la sociologie
Petrażycki estime que la sociologie a pour mission de déterminer ce qui est commun et spécifique aux processus sociaux de développement social et d’adaptation. Elle est plus ambitieuse que la seule description des phénomènes sociaux, et plus générale que l’étude de domaines spécifiques (droit, éducation, religion, etc.). 
Il critique la tendance à réduire l’explication des phénomènes sociaux à partir d’un seul facteur, ce qu’il relève chez Marx, Tarde, Glumpowicz, Stammler et Sombart. 
La conception de Petrażycki à pu être qualifiée de « sociologie des émotions », puisqu’il affirme que les émotions sont à la base de la vie sociale. Elle accorde une place importante aux interactions sociales et affirme que l’adaptation sociale est plus brillante que l’adaptation individuelle. Elle peut être qualifiée d’évolutionniste, et reste influencée par Darwin, sans accorder au darwinisme social un pouvoir explicatif total. 

## Œuvres et postérité
Leon Petrażycki est l’auteur d’une œuvre considérable et diversifiée qui a été publiée de son vivant (puis de manière posthume) en langue allemande, russe et polonaise. La Société Leon Petraycki [Towarzystwo imienia Leona Petrazyckiego] estime son volume à environ 35 tomes de 400 pages ; les manuscrits ayants été répartis en 58 rubriques (philosophie, méthodologie, politique juridique, etc.). Même si certains de ses manuscrits ont été perdus, il existe des bibliographies,, donnant une idée de ses travaux et des commentaires auxquels ils ont donné lieu. 
Petrażycki est aujourd’hui reconnu pour avoir été le chef de file l’école du réalisme juridique russe  réalisant la synthèse entre une approche psychologique et une approche sociologique du droit (conçu comme un phénomène culturel). Ses principaux élèves et continuateurs ont suivi la tendance psychologique (Max Laserson), ou sociologique (Georges Gurvitch, Pitirim Sorokin, Nicholas Thimasheff). La pensée de Petrażycki occupe une place paradoxale pour être louée plus que connue. Elle est considérée par divers auteurs comme pionnière de la sociologie du droit,, de l'analyse économique du droit, du pluralisme juridique.  Il semble également convergent avec les travaux sur les bases neuronales du droit et de la morale. 
Le rôle pionner de la pensée de Petrażycki ne se limite pas au champ juridique mais s’étend aux sciences humaines et sociales dont il a anticipé de nombreux courants (pragmatisme, symbolisme interactionniste, fonctionnalisme structural).